# Beatriz Zavala

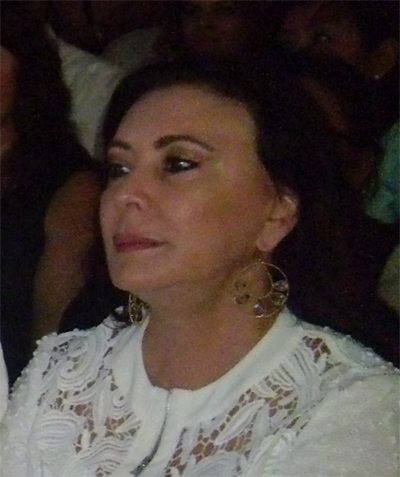
Beatriz Zavala

María Beatriz Zavala Peniche (Mérida, 23 oktober 1957) is een Mexicaans politica van de Nationale Actiepartij (PAN).
Zavala studeerde sociale antropologie aan de Autonome Universiteit van Yucatán en aan de Universiteit van Kentucky. Van 1997 tot 2000 en van 2003 tot 2006 had zij zitting in de Kamer van Afgevaardigden. In 2006 werd Zavala tot senator gekozen. Ze trad op 1 december terug als senator nadat ze door Felipe Calderón was benoemd tot minister van sociale ontwikkeling. In 2008 werd ze vervangen door Ernesto Cordero Arroyo.